# Maidan-Karacievețkîi, Vinkivți
Maidan-Karacievețkîi (în ucraineană Майдан-Карачієвецький) este un sat în comuna Karaciivți din raionul Vinkivți, regiunea Hmelnîțkîi, Ucraina.

## Demografie
Componența lingvistică a localității Maidan-Karacievețkîi
     Ucraineană (99,59%)
Conform recensământului din 2001, majoritatea populației localității Maidan-Karacievețkîi era vorbitoare de ucraineană (99,59%), existând în minoritate și vorbitori de alte limbi.